# Casa stregata

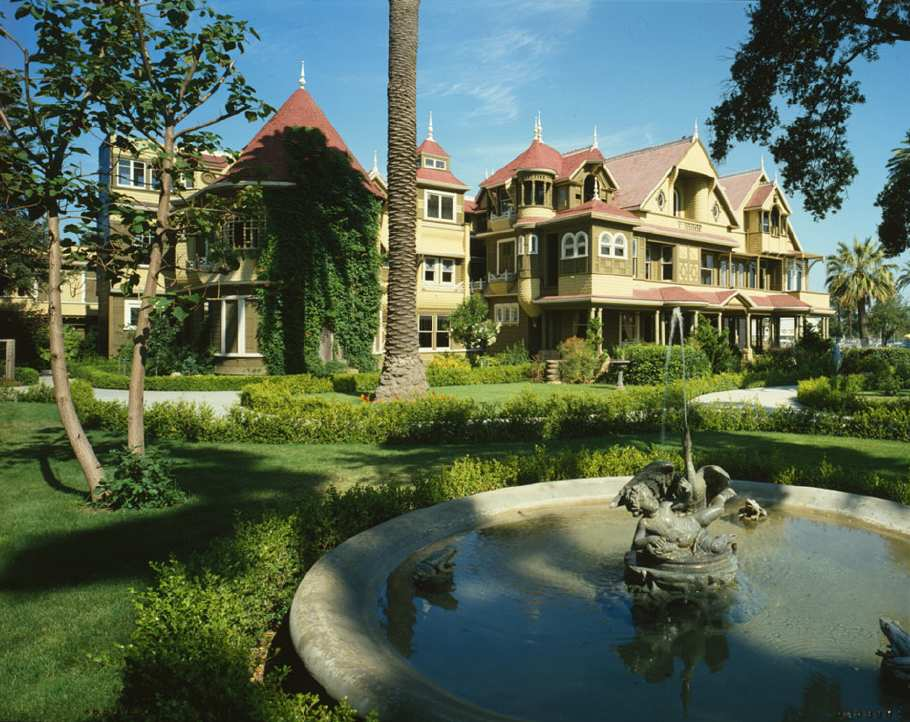
La misteriosa Casa Winchester, ritenuta infestata.

Una casa stregata (o casa infestata) è un'abitazione che è ritenuta coinvolta in presunti eventi soprannaturali o fenomeni paranormali. Nella tradizione popolare una casa stregata può essere infestata da fantasmi, poltergeist o entità malevole come demoni.
Le case stregate sono spesso ritenute abitate da spiriti di trapassati che si presume fossero precedenti abitanti o avessero una qualche familiarità con la proprietà. La presunta attività soprannaturale all'interno di queste case viene associata principalmente a eventi violenti o tragici che sarebbero avvenuti al loro interno, come omicidi, morti accidentali o suicidi, nel passato recente o remoto.
In molte culture e religioni si ritiene che l'essenza di un essere umano come l'anima continui a esistere dopo la morte. Alcune persone sostengono la credenza che gli spiriti dei defunti che non sono passati nell'aldilà, potrebbero in alcuni casi rimanere intrappolati all'interno delle abitazioni in cui i loro ricordi e la loro energia sono forti. Le entità che infesterebbero le abitazioni si ritiene che possano manifestarsi con rumori, o come apparizioni, oppure con spostamenti o lanci di oggetti fisici. Queste manifestazioni sono presentate talvolta come "attività di poltergeist", cioè di "spiriti rumorosi". Tradizionalmente il metodo usato per scacciare spiriti sgraditi da una casa è l'esorcismo.
Nella letteratura le leggende sulle case stregate sono presenti da lungo tempo. L'infestazione viene usata come elemento della trama nel romanzo gotico o nella letteratura dell'orrore o, più di recente, nelle opere di fantasia di soggetto paranormale. Gli scrittori romani Plauto, Plinio il Giovane e Luciano di Samosata scrissero storie su case stregate, così come se ne trovano in Le mille e una notte (nel racconto Alì il cairota e la casa stregata di Bagdad, dove si presume che la casa in questione sia infestata da un jinn che pure non appare mai). Scrittori più recenti, da Henry James a Stephen King, le hanno descritte nelle loro opere. Castelli e ville infestate sono elementi comuni nella letteratura gotica, per esempio in Dracula.
L'aspetto di una casa infestata delle opere di fantasia può andare da un castello feudale europeo in decadenza a una moderna casa suburbana, benché le antiche residenze vengano utilizzate più spesso.

## Manieri fantasma
Esistono numerosi luoghi che la tradizione vuole infestati in vari paesi del mondo. In Inghilterra, questi luoghi comprendono Londra (con la maggiore attività a causa della sua popolazione), Derby (eletta "Capitale Britannica dei Fantasmi" dalla BBC), Manchester, Wigan e soprattutto Liverpool, che è stata inserita nella mappa dei cacciatori di fantasmi dai romanzi di Tom Slemon.
Come buona parte dei paesi europei, anche l'Italia possiede una solida tradizione popolare nel campo delle case infestate. I luoghi ritenuti abitati o visitati da presenze paranormali sono centinaia, distribuiti in tutto il territorio.

## Attrazioni da luna park
Le case stregate (comunemente definite case dell'orrore, in inglese horror house) sono divenute un tema tipico delle strutture di intrattenimento popolare che generalmente fanno parte di luna park, fiere o parchi giochi; queste attrazioni possono essere aperte tutto l'anno o in occasioni particolari (Halloween) a scopo di divertimento. Dell'ambientazione tipica fanno parte ragnatele, scheletri o altri parafernali tradizionalmente associati alle case infestate.
Gli avventori sono condotti lungo un percorso obbligato ed esposti a immagini e suoni paurosi. Alcuni volontari o manichini, nascosti all'interno della struttura, compaiono all'improvviso spaventando gli avventori.

## Le case stregate e il monossido di carbonio
Tra i molteplici sintomi dell'avvelenamento da monossido di carbonio vi sono depressione, demenza, disturbi emotivi e allucinazioni. Molti fenomeni solitamente associati alle case stregate, come strane visioni, sensazioni improvvise di malessere o disperazione, fino alla morte apparentemente inspiegabile di tutti gli occupanti dell'edificio, possono essere imputati agli effetti del monossido di carbonio.
In un caso risalente al 1921, il monossido di carbonio si rivelò essere la vera causa di una apparente infestazione: il dottor William Wilmer, oculista, descrisse le esperienze dei suoi pazienti, i signori H., che poco dopo essersi trasferiti iniziarono a soffrire di mal di testa, udire rumori di passi e suoni di campane e avvertire strane sensazioni e percezioni visive. Dopo alcune indagini, si scoprì che anche gli inquilini precedenti avevano avuto esperienze simili. La causa di tutto si scoprì essere la caldaia che, gravemente danneggiata, sprigionava esalazioni in casa, anziché liberare tutti i fumi dal camino.

## Case stregate nelle opere di fantasia
Le leggende basate su case stregate possiedono una lunga tradizione letteraria. L'infestazione è un elemento molto comune nelle trame di opere gotiche, dell'orrore o che trattano di eventi paranormali. Già nella Roma antica autori come Plinio il Giovane, Plauto e Luciano di Samosata hanno scritto storie su case stregate; in epoca moderna, vari autori da Henry James a Stephen King usano il tema della casa stregata, e nella letteratura gotica si incontrano numerosi esempi di castelli e manieri infestati.
Dal punto di vista architettonico, una casa stregata può essere qualunque cosa, da un antico castello europeo a un appartamento o una villa di recente costruzione, anche se non di rado gli autori scelgono esempi tratti dall'architettura dell'Ottocento.
L'Haunted Mansion è una popolare attrazione dei parchi Disney che riprende molti aspetti della classica iconografia delle case stregate; molti altri parchi a tema hanno una casa stregata tra le proprie attrazioni.

### Narrativa
- Il castello di Otranto (1764) di Horace Walpole
- I misteri di Udolpho (1794) di Ann Radcliffe
- La caduta della casa degli Usher (1845) di Edgar Allan Poe
- The Haunted and the Haunters (1857) di Edward Bulwer-Lytton
- Il giro di vite (1898) di Henry James
- The House That Was (1907) di Jacques Futrelle
- The Beckoning Fair One (1911) di George Oliver
- I topi nel muro (The Rats in The Walls, 1923) e La casa sfuggita (The Shunned House, 1924), racconti di Howard Phillips Lovecraft
- The Haunting of Hill House (1959) di Shirley Jackson
- Hell House (1971) di Richard Matheson
- Shining (1977) di Stephen King
- From the Dust Returned (2001) di Ray Bradbury

### Filmografia
- The Ghost House (1917)
- The Haunted House (1921)
- The Cat and the Canary (1927)
- The Cat Creeps (1930)
- The Ghost Goes West (1936)
- Lonesome Ghosts (1937)
- Il fantasma di mezzanotte (The Cat and the Canary) (1939)
- Hold That Ghost (1941)
- La casa sulla scogliera (The Uninvited) (1944)
- Il fantasma e la signora Muir (The Ghost and Mrs. Muir) (1947)
- Morti di paura (Scared Stiff) (1953)
- La casa dei fantasmi (House on Haunted Hill) (1958)
- Suspense (The Innocents) (1961)
- Gli invasati (The Haunting) (1963, rifatto nel 1999: vedi Haunting - Presenze)
- Un tranquillo posto di campagna (1968)
- La casa che grondava sangue (The House That Dripped Blood) (1970)
- Dopo la vita (The Legend of Hell House) (1973)
- Ballata macabra (Burnt Offerings) (1976)
- Amityville Horror (1979)
- Shining (The Shining) (1980)
- Changeling (The Changeling) (1980)
- La casa (1981)
- Poltergeist - Demoniache presenze (Poltergeist) (1982)
- The Nightstalker Murder (1986)
- La casa 2 (1987)
- La casa di Helen (1987)
- La casa 3 - Ghosthouse (1988)
- La casa 4 (1988)
- Beetlejuice (1988)
- La casa 7 (1989)
- La casa 5 (1990)
- L'armata delle tenebre (1992)
- Pagemaster - L'avventura meravigliosa (1994)
- Fantasmi (1995)
- Casper (1995)
- Ghosts (1997)
- Beloved (1998)
- Echi mortali (Stir of Echoes) (1999)
- Il mistero della casa sulla collina (1999)
- Haunting - Presenze (The Haunting)  (1999)
- The Blair Witch Project (1999)
- I tredici spettri (Thir13en Ghosts) (2001)
- The Others (2001)
- Session 9 (2001)
- Rose Red (2002)
- Darkness (2002)
- La casa dei 1000 corpi (2003)
- La casa dei fantasmi (2003)
- The Grudge (2004)
- La casa del diavolo (2005)
- Amityville Horror (2005)
- The Grudge 2 (2006)
- Monster House (2006)
- Il mistero della porta accanto (The House Next Door) (2006)
- An American Haunting (2006)
- Stay Alive (2006)
- L'incubo di Joanna Mills (2006)
- Il ritorno nella casa sulla collina (2007)
- The Grudge 3 (2009)
- The Skeptic (2009)
- 1921 - Il mistero di Rookford (2011)
- Non avere paura del buio (2011)
- Dream house(2011)
- The Pact (2012)
- The Woman in Black (2012)
- Paranormal Activity 4 (2012)
- L'evocazione - The Conjuring (2013)
- La casa (2013)
- Il segnato (2014)
- Men Who Save the World (2014)
- Poltergeist (2015)
- Crimson Peak (2015)
- La casa dei fantasmi (2023)

### Videogiochi
- Sweet Home (1989) - Famicom
- Phantasmagoria (1995) - PC
- Resident Evil (1996) - PlayStation (rifatto nel 2001 per Gamecube)
- Super Mario 64 (1996) - Nintendo 64
- Banjo-Kazooie (1998) - Nintendo 64
- Blair Witch Volumes I, II and III - PC
- Fatal Frame (Project zero) 1, 2 and 3
- Luigi's Mansion (2001) - Gamecube
- Grabbed by the Ghoulies (2003) - Xbox
- Nocturne - PC
- Vampire: The Masquerade - Bloodlines (2004) - PC
- Layers of Fear (2016) - Playstation